# 3338 Рихтер
3338 Рихтер (3338 Richter) је астероид главног астероидног појаса са пречником од приближно 6,08 .
Афел астероида је на удаљености од 2,510 астрономских јединица (АЈ) од Сунца, а перихел на 1,782 АЈ.
Ексцентрицитет орбите износи 0,169, инклинација (нагиб) орбите у односу на раван еклиптике 0,734 степени, а орбитални период износи 1148,920 дана (3,145 године).
Апсолутна магнитуда астероида је 14,6 а геометријски албедо 0,1.
Астероид је откривен 28. октобра 1973. године.